# Абзак (Жиронда)
Абзак (фр. Abzac) насеље је и општина у југозападној Француској у региону Аквитанија, у департману Жиронда која припада префектури Либурн.
По подацима из 2011. године у општини је живело 1824 становника, а густина насељености је износила 135,71 становника/km². Општина се простире на површини од 13,44 km². Налази се на средњој надморској висини од 55 метара (максималној 65 m, а минималној 5 m).

## Демографија
| 1962. | 1968. | 1975. | 1982. | 1990. | 1999. | 2011. |
| ----- | ----- | ----- | ----- | ----- | ----- | ----- |
| 1.452 | 1.474 | 1.426 | 1.475 | 1.472 | 1.599 | 1.824 |

График промене броја становника у току последњих година